# Cantone di Bitche
Il Cantone di Bitche è una divisione amministrativa dell'arrondissement di Sarreguemines.
A seguito della riforma approvata con decreto del 18 febbraio 2014, che ha avuto attuazione dopo le elezioni dipartimentali del 2015, è passato da 16 a 46 comuni.

## Composizione
I 16 comuni facenti parte prima della riforma del 2014 erano:
- Baerenthal
- Bitche
- Éguelshardt
- Goetzenbruck
- Hanviller
- Haspelschiedt
- Lemberg
- Liederschiedt
- Meisenthal
- Mouterhouse
- Philippsbourg
- Reyersviller
- Roppeviller
- Saint-Louis-lès-Bitche
- Schorbach
- Sturzelbronn

Dal 2015 i comuni appartenenti al cantone sono i seguenti 46:
- Achen
- Baerenthal
- Bettviller
- Bining
- Bitche
- Bousseviller
- Breidenbach
- Éguelshardt
- Enchenberg
- Epping
- Erching
- Etting
- Goetzenbruck
- Gros-Réderching
- Hanviller
- Haspelschiedt
- Hottviller
- Lambach
- Lemberg
- Lengelsheim
- Liederschiedt
- Loutzviller
- Meisenthal
- Montbronn
- Mouterhouse
- Nousseviller-lès-Bitche
- Obergailbach
- Ormersviller
- Petit-Réderching
- Philippsbourg
- Rahling
- Reyersviller
- Rimling
- Rohrbach-lès-Bitche
- Rolbing
- Roppeviller
- Saint-Louis-lès-Bitche
- Schmittviller
- Schorbach
- Schweyen
- Siersthal
- Soucht
- Sturzelbronn
- Volmunster
- Waldhouse
- Walschbronn